# نینا دادنیک
نینا دودنیک یک کارآفرین اجتماعی آمریکایی، مدافع دیپلماسی علمی است. وی مؤسس و مدیر عامل سابق آزمایشگاه‌های Seeding که یک سازمان غیرانتفاعی مستقر در ایالات متحده است و در ایجاد ظرفیت علمی در جهان در حال توسعه سرمایه‌گذاری می‌کند است. دودنیک این سازمان را در سال ۲۰۰۳ زمانی که یک دانشجوی در حال تحصیل در دانشگاه هاروارد بود تأسیس کرد. نینا در همان دانشگاه دکترای خود را در رشته زیست‌شناسی مولکولی دریافت کرد.
دودنیک شخصاً تأثیرات عدم دسترسی به منابع علمی در کشورهای در حال توسعه را در ساحل عاج هنگامی که برای پرورش انواع بهتر برنج کار می‌کرد، احساس کرده بود. زمانی که برای ادامه تحصیل در مقطع دکتری به ایالات متحده بازگشت، تلاش کرد تا این مشکل را حل کند. او گروهی از دانشجویان را در جمع‌آوری تجهیزات و لوازم بیولوژیکی اضافی در دانشگاه هاروارد برای ارسال به آزمایشگاه‌های کشورهای در حال توسعه برای حمایت از تحقیقاتی که در مؤسسات محلی خود انجام می‌دادند رهبری کرد. این تلاش پایه و اساس آزمایشگاه Seeding شد، که به‌طور رسمی در سال ۲۰۰۷ راه اندازی شد، زمانی که دودنیک بورسیه Echoing Green را دریافت کرد. یک سال بعد آزمایشگاه Seeding به عنوان یک سازمان غیرانتفاعی در سال ۲۰۰۸ به ثبت رسید.